# Cosmopolita sin raíces
El término cosmopolita sin raíces (ruso: безродный космополит, "bezrodny kosmopolit") fue un eufemismo empleado en la Unión Soviética durante la campaña antisemita desatada por Iósif Stalin de 1948 a 1953 y que culminó con el "descubrimiento" del supuesto complot de los médicos. Los llamados cosmopolitas desarraigados a menudo eran los intelectuales judíos, acusados de falta de patriotismo o de lealtad al régimen. La expresión fue inventada por el crítico literario ruso Visarión Belinski para describir autores que él consideraba carentes del carácter nacional (ruso).

## Contexto histórico
Hacia el final de la Segunda Guerra Mundial y durante los años que la siguieron, el Comité Judío Antifascista (CJA) consiguió tener una enorme relevancia entre los judíos que permanecieron en la Unión Soviética después del Holocausto. En Occidente, se conocía como el órgano representativo de los judíos soviéticos. Puesto que sus actividades a veces contradecían las órdenes y políticas oficiales del Estado, como en el caso de la publicación de El libro negro, el Comité comenzó a suponer un estorbo para las autoridades estalinistas. La comisión judicial central del PCUS acabó dictaminando que el CJA, en lugar de ocuparse de la "lucha contra las fuerzas de la reacción internacional", estaba siguiendo la línea del Bund (Unión General de Trabajadores Judíos de Lituania, Polonia y Rusia). Esta decisión resultó fatal para el Comité, puesto que las órdenes del momento eran que las personas que habían sido miembros del Bund tenían que ser "purgadas".
En enero de 1948, el jefe de la CJA, el popular actor y figura de renombre mundial Solomón Mijoels, fue asesinado por el NKVD/MGB (Ministerio de Seguridad del Estado) por órdenes de Stalin. Su asesinato fue encubierto en forma de accidente de carretera: un tractor habría atropellado a Mijoels en un estrecho callejón mientras se encontraba paseando. El arresto de los miembros del CJA y su eliminación fueron los siguientes pasos.
La Unión Soviética votó a favor del Plan de las Naciones Unidas para la partición de Palestina de 1947 y en mayo de 1948 reconoció el establecimiento del Estado de Israel en la región, dotándolo de armamento enviado desde Checoslovaquia, a pesar del embargo durante la guerra árabe-israelí de 1948. Buena parte de los judíos de la URSS simpatizaban con Israel y enviaron miles de cartas a la CJA, que formalmente todavía existía, con ofertas para contribuir al conflicto o incluso de participar como voluntarios.
En septiembre de 1948, la primera embajadora israelí en la URSS, Golda Meir, llegó a Moscú. Una gran cantidad de visitantes (alrededor de 50.000) le dieron la bienvenida en su camino hacia la sinagoga de la ciudad durante el Yom Kipur y el Rosh Hashaná. La edición del 21 de septiembre de 1948 del Pravda contenía el artículo de Ilyá Ehrenburg titulado "Sobre una carta" en el cual criticaba las actitudes antisemitas pero consideraba que el destino de los judíos soviéticos era la asimilación en una sola "pueblo soviético". Más adelante, Ehrenburg reveló que había redactado este artículo por órdenes del Politburó.
Estos acontecimientos se correspondieron con la renovada actitud de la propaganda oficial de fomentar el nacionalismo ruso en el contexto de la cada vez más hostil Guerra Fría y la revelación de que Israel había tomado la vía occidental. En la Unión Soviética los judíos empezaron a ser vistos con sospecha por sus conexiones internacionales y por su redescubierta conciencia nacional.
Como los Estados Unidos se habían convertido en el principal opositor de la Unión Soviética, la URSS cambió de bando en la guerra árabe-israelí y empezó a apoyar a la facción árabe, primero políticamente y más adelante proporcionándole apoyo militar. David Ben-Gurión declaró su apoyo a los EE. UU. en la guerra de Corea a pesar de la oposición de la izquierda de Israel. A partir de 1950, las relaciones internacionales entre Israel y la Unión Soviética se convirtieron en parte primordial de la Guerra Fría, lo que generaría problemas a los judíos soviéticos que apoyaban al Estado de Israel o a los judíos que las autoridades soviéticas acusaban con o sin razón de deslealtad.

## "Sobre un grupo antipatriótico de críticos teatrales"
La fase agresiva de esta campaña estatal se inició el 28 de enero de 1949 con un artículo titulado "Sobre un grupo antipatriótico de críticos teatrales" publicado en el Pravda, el periódico cabecera del Comité Central del Partido Comunista de la Unión Soviética:

"cosmopolitas desenfrenados y malintencionados, especuladores sin raíces ni conciencia... Criados en la levadura podrida del cosmopolitismo burgués, de la decadencia y el formalismo, ciudadanos no-indígenas sin patria, que envenenan con su fetidez (...) nuestra cultura proletaria." ... "¿Qué es lo que A. Gúrvich puede entender del carácter nacional de un hombre ruso soviético?"

Las teorías conspiratorias alentadas por el estalinismo durante la Gran Purga fueron acompañadas de una cruzada mediática para descubrir quién estaba detrás de los pseudónimos.
Muchos escritores que usaban la lengua yidis fueron arrestados y ejecutados durante la llamada Noche de los Poetas Asesinados. Los teatros y diarios yidis fueron cerrados, mientras que las obras de algunos autores judíos entre los cuales se encontraban Eduard Bagritski, Vasili Grossman, Mijaíl Svetlov, Iósif Utkin o Borís Pasternak fueron expurgadas de las bibliotecas. Incluso la mujer de Viacheslav Mólotov, Polina Zhemchúzhina, que era judía, no escapó al arresto el 1949.

La hija de Stalin, Svetlana Alilúyeva escribió en su obra Veinte cartas a un amigo que cuando preguntó a su padre acerca de su suegro I. G. Morózov (igualmente judío), el dirigente le contestó "¡Tú no entiendes nada! La generación de los viejos está infectada de sionismo y lo están enseñando a sus hijos." Durante la sesión del 1 de diciembre de 1952 del Politburó, Stalin anunció:

"Todos y cada uno de los nacionalistas judíos son agentes de los servicios de inteligencia americanos. Los nacionalistas judíos creen que su nación fue salvada por los Estados Unidos (donde uno se puede hacer rico, burgués, etc.). Creen que tienen una deuda con los americanos. Entre los médicos hay muchos nacionalistas judíos."

Ehrenburg, activista internacional del pacifismo y ganador del Premio Stalin de 1947, que había visitado los Estados Unidos en 1946 y cuyos artículos antiamericanos reflejaban la propaganda soviética, llegó a tener tanto miedo de ser arrestado que escribió a Stalin una carta pidiéndole que "acabara con la incertidumbre". Más adelante declaró que se salvó porque el régimen tenía que esconder esta campaña ante occidente, donde los problemas de los judíos soviéticos empezaban a ser conocidos.

## Resultado
Como resultado de esta campaña, decenas de judíos soviéticos perdieron su trabajo. En 1947, los judíos constituían el 18 % de la mano de obra científica en la Unión Soviética, mientras que en 1970 este número solo representaba el 7 %, teniendo en cuenta que suponían del 3 al 4 % de la población soviética de la época. Un verso yidis cantado por Mijoels desapareció de una canción de cuna de la popular película El circo, que millones de personas se sabían de memoria por sus reiteradas proyecciones en los cines soviéticos de la posguerra.
Walter Laqueur, historiador del sionismo, escribió "Cuando durante la década de 1950, bajo el poder de Stalin, los judíos de la Unión Soviética fueron duramente atacados y decenas de ellos ejecutados, fue bajo el estándar del antisionismo más que del antisemitismo, palabra que había adquirido mala fama debido a Adolf Hitler."